# Томас Лі-Голді
Бригадир Томас Лі-Голді (1807 — 5 листопада 1854) — старший офіцер британської армії. Командував 4-ю дивізією під час Кримської війни, де загинув у бою. 

## Військова кар'єра
Народився в сім'ї генерала Александра Джона Голді й Ізабелли Таубман. У червні 1825 призначений енсайном до 66-го піхотного полку (Беркшир). 1827 року відправлений до Канади, де брав участь у бойових діях в ході місцевого повстанням 1837–1838 років.
Здобувши звання підполковника, приблизно 1840 року став командиром 57-го піхотного полку (Західний Мідлсекс). Висадившись у Криму та отримавши звання бригадира, 5 листопада 1854 року став командувачем 1-ї бригади 4-ї піхотної дивізії в битві під Інкерманом . Після того, як генерал-лейтенант Джордж Кеткарт загинув у бою, Лі-Голді став виконуючим обов'язки генерального офіцера, командуючи всією 4-ю дивізією. Проте через короткий час він також дістав смертельного поранення та загинув.
Похований у Криму. Меморіал на його честь встановлений у церкві Святої Марії в Дугласі, острів Мен, неподалік від будинку офіцера в місті Бреддан.